# سفر المكابيين الأول

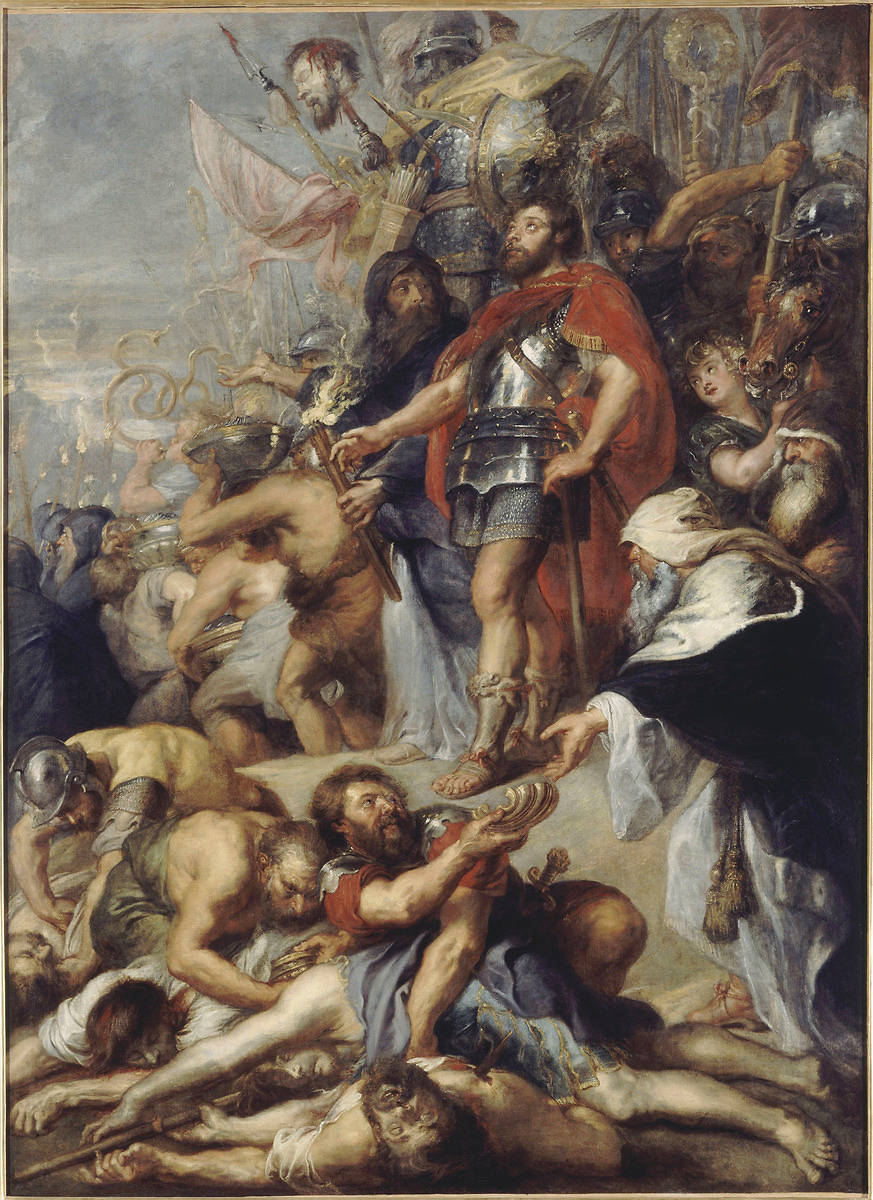

سفر المكابيين الأول سفر يصف مآثر الإخوة المكابيين الثلاثة: يهوذا ويوناثان وشمعون. ويُعتبر هذا السفر مع كتابات يوسيفوس أهم مصادر تاريخ هذه الفترة المملوءة بالأحداث من التاريخ اليهودي.
دُوّن هذا السفر بالعبرية بيد مؤلف يهودي مجهول،
بعد إعادة إحياء المملكة اليهودية على يد السلالة الحشمونية، قرب نهاية القرن الثاني قبل الميلاد. وتعتبر أهم النسخ التي وصلت إلينا اليوم من هذا السفر هي الترجمة اليونانية التي تتضمنها الترجمة السبعونية، وذلك بعد أن فُقد النص العبري الأصلي.
تعترف بهذا السفر كل من الكنائس الكاثوليكية والأرثوذكسية والأرثوذكسية المشرقية (باستثناء كنيسة التوحيد الأرثوذكسية الإثيوبية)، بينما يعتبره الأنغليكان والبروتستانت من كتب الأبوكريفا (انظر أيضًا الأسفار القانونية الثانية). يعد اليهود المعاصرون هذا السفر مصدرًا تاريخيًا هامًا، ولا يولونه أي مكانة دينية رسمية.

## اسفار المكابيين
هناك خمسة كتب من المكابيين. يعد المكابيين الأول والثاني جزءًا من الكتب القانونية الثانية التي تستخدمها الكنيسة الرومانية الكاثوليكية، والكنيسة الأرثوذكسية، والكنيسة الأنجليكانية. منشئو الترجمة السبعينية، وهي ترجمة يونانية مبكرة للعهد القديم تم إنشاؤها قبل حوالي 200 إلى 300 عام من يسوع، أطلقوا على المكابيين الأول والثاني اسم "كتابات مفيدة" لكنهم لم يكونوا كتابًا مقدسًا موحى به.
في المكابيين الثالث، يتم سرد قصة الاضطهاد اليهودي تحت حكم بطليموس الرابع فيلوباتور (حوالي 222-205 قبل الميلاد). من المحتمل أنه تمت كتابته في الفترة ما بين 100 قبل الميلاد و30 بعد الميلاد، على الرغم من أن تاريخ الكتابة والمؤلف غير مؤكدين. وعلى عكس عنوانه، فهو لا يصف تصرفات المكابيين. يعتبر قانونًا في الكتاب المقدس الأرمني.
كتاب المكابيين الرابع هو كتاب فلسفي أكثر منه تاريخي. وفيه، تتجلى فكرة أن العقل التقي يفوق العاطفة في استشهاد إليعازر وشباب المكابيين تحت حكم أنطيوخس الرابع إبيفانيس. وقد سمى مؤرخ الكنيسة يوسابيوس المؤرخ اليهودي جوزيفوس بأنه المؤلف، لكن النقاد شككوا منذ ذلك الحين في هذا الادعاء. يتفق معظم الناس على أن سفر المكابيين الرابع قد كتب قبل عام 70 م. وهو مدرج كقانون في الكتاب المقدس الأرثوذكسي الجورجي.المكابيون الآخرون، المكابيون الخمسة، يُعرفون أيضًا باسم المكابيين الثاني بالعربية، وقد تمت كتابته بعد ذلك بكثير.معظم الكنائس والطوائف البروتستانتية لا تعتبر أيًا من أسفار المكابيين الخمسة قانونًا قانونيًا أو جزءًا من كلمة الله الموحى بها. لديهم اهتمام تاريخي، لكنهم ليسوا موثوقين فيما يتعلق بالمسائل الروحانية

## مقالات ذات علاقة
- سفر المكابيين الثاني.
- سفر المكابيين الثالث
- سفر المكابيين الرابع
- سفر المقابيان الاثيوبي